# Geschecktes Bergschaf

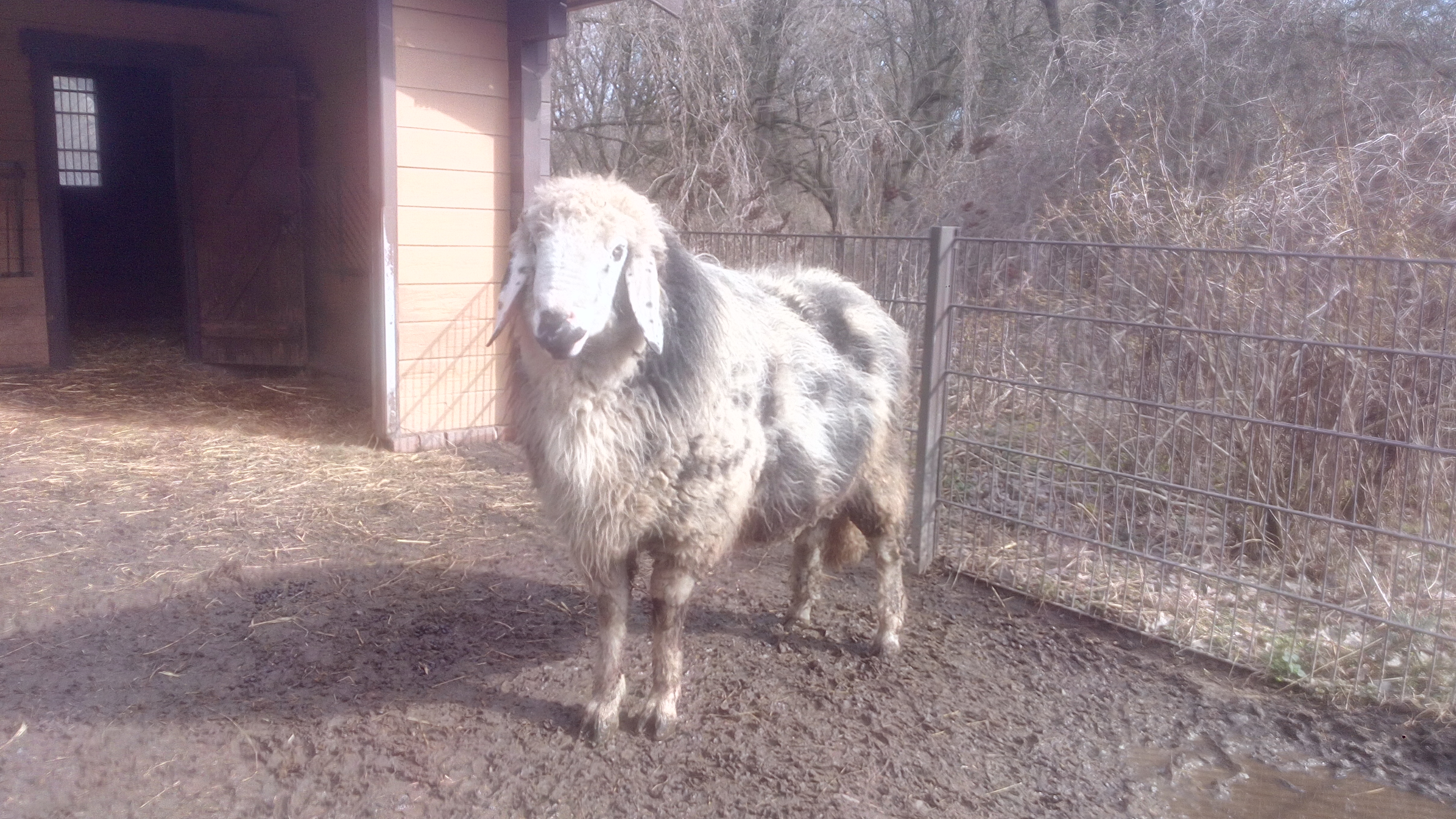
Geschecktes Bergschaf im Tierpark Berlin

Das Gescheckte Bergschaf wird seit 1975 in Deutschland gezielt gezüchtet und wurde 1990 ins Herdbuch aufgenommen und ist seitdem als eigenständige Schafrasse anerkannt. Zuvor hielt man sie für untypischen Nachwuchs weißer und brauner Bergschafe. Auch in Österreich werden diese Tiere gezielt gezüchtet, sind dort allerdings nicht offiziell als Zuchtrasse anerkannt.

## Beschreibung
Die Farbe der „Schecken“ kann über verschiedene Brauntöne bis zu schwarz gehen.
Sie erreichen ein Gewicht von 70–80 kg, Böcke bringen es auf bis zu 110 kg und können ein Alter von bis zu 12 Jahren erreichen. Auf der Speisekarte stehen Gräser, Kräuter und Blätter.

## Besonderheiten
Da sie nicht zur „Verfettung“ neigen, ist auch das Fleisch älterer Tiere sehr schmackhaft.
Wegen ihrer üppigen Wolle sind sie auch in Streichelzoos in Zoologischen Gärten, wie z. B. im Tierpark Berlin beliebt.

## Gefährdung
Von der Zentralen Dokumentation Tiergenetischer Ressourcen in Deutschland wird die Rasse als gefährdet eingestuft.